# كلوريد الذهب الثلاثي
 كلوريد الذهب الثلاثي مركب كيميائي له الصيغة AuCl3 ويكون على شكل متماثر ثنائي Au2Cl6، ويوجد على شكل بلورات حمراء. وهو أكثر مركبات الذهب شيوعا على الرغم من ندرتها بشكل عام.

## الخواص
- يوجد هذا المركب للذهب في حالة الأكسدة +3، لذلك فهو مركب ثابت.
- ينحل كلوريد الذهب الثلاثي في الماء بشكل جيد، كما ينحل في الإيثانول وثنائي إيثيل الإيثر. بالإضافة إلى ذلك فإنه ينحل في حمض هيدروكلوريك مشكلا حمض كلوروذهبيك Chloroauric acid:

AuCl3 + HCl → HAuCl4
- عند التسخين إلى درجات حرارة تتجاوز 250°س يتفكك المركب حرارياً ليحرر غاز الكلور، ويتشكل مركب كلوريد الذهب الأحادي.
- يصنف كلوريد الذهب الثلاثي من ضمن حموض لويس ويشكل العديد من المعقدات، فعلى سبيل المثال يشكل معقدات من النمط −M+AuCl4 حيث M تشير إلى الفلز، مثل فلز البوتاسيوم في معقد رباعي كلوروذهبات البوتاسيوم. لكن أيون −AuCl4 غير ثابت في المحاليل. كما يتفاعل كلوريد الذهب الثلاثي مع سيانيد البوتاسيوم ليشكل معقد K[Au(CN)]4 المنحل في الماء:

AuCl3 + 4 KCN → K[Au(CN)4] + 3 KCl 
- يتفاعل كلوريد الذهب الثلاثي في المحاليل المائية مع الهيدروكسيدات القلوية مثل هيدروكسيد الصوديوم ليعطي هيدروكسيد الذهب Au(OH)3، والذي يتفكك بالتسخين إلى أكسيد الذهب الثلاثي، ومن ثم إلى فلز الذهب.[4][5][6][7][8][9]

### البنية
يوجد كلوريد الذهب الثلاثي في الحالة الصلبة كما في الحالة الغازية على شكل متماثر ثنائي (ديمير)، كما في مركب بروميد الذهب الثلاثي، وتكون الرابطة بين الذهب والكلور Au-Cl رابطة تساهمية.
على العكس من بنية كلوريد الألومنيوم رباعية الوجوه، فإن لكلوريد الذهب الثلاثي بنية مربعة مستوية. أي أن ذرتي الكلور الطرفية تكونا على نفس سوية ذرتي الكلور المشكلتين للرابطة الجسرية بين ذرتي الذهب في المتماثر الثنائي.

## التحضير
يحضر كلوريد الذهب الثلاثي من تمرير غاز الكلور على مسحوق من الذهب عند 180°س.

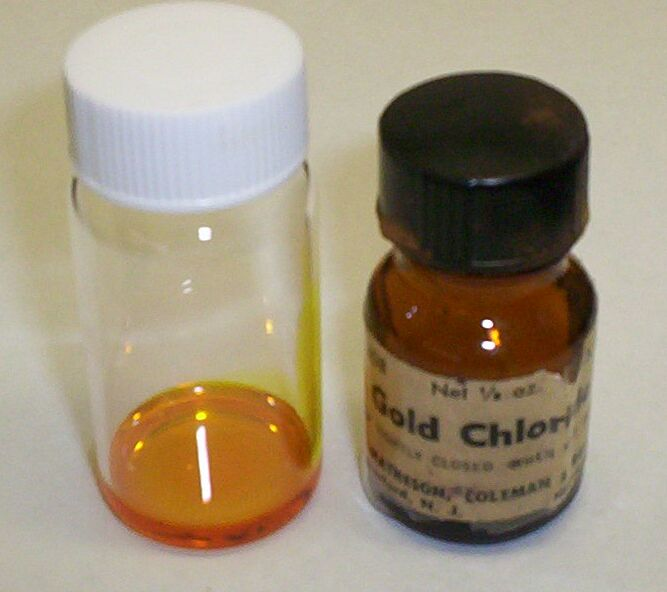
محلول مائي مركز من AuCl_{3}

2 Au + 3 Cl2 → 2 AuCl3

## الاستخدامات
يستخدم كلوريد الذهب الثلاثي لتحضير مركبات الذهب الأخرى. كما يستخدم بشكل واسع في عمليات التحفيز في تفاعلات الاصطناع العضوي. فعلى سبيل المثال يستخدم [Na[AuCl4، الناتج من كلوريد الذهب الثلاثي، كبديل لمركبات الزئبق السامة في تحفيز التفاعلات على الألكاينات الطرفية. في المثال أدناه تفاعل ضم ماء إلى رابطة الألكاين الطرفية لتعطي ميثيل الكيتون:
من التفاعلات الأخرى التي تستخدم كلوريد الذهب الثلاثي كحفاز تفاعل ألكلة المركبات العطرية. فعلى سبيل المثال في وسط من الأسيتونتريل تجري عملية ألكلة لطيفة لمركب 2-ميثيل الفوران بتفاعله مع ميثيل فينيل الكيتون في الموقع 5 باستخدام حفاز من كلوريد الذهب الثلاثي:
يحصل على الناتج في التفاعل أعلاه بمردود عالٍ، وهذا أمر مثير للدهشة، إذ أن الفورانات والكيتونات عادة ما تكون حساسة للتفاعلات الجانبية مثل تفاعلات البلمرة في الأوساط الحمضية.
في حال وجود ألكاين طرفي في السلسلة الجانبية للفوران يمكن أن يتشكل الفينول.
تتم عملية تشكيل المركب العطري الناتج بعد المرور بتفاعل إعادة ترتيب معقد.